# Bjärred-Lommas Väl
Bjärred-Lommas Väl (BLV) var ett lokalt politiskt parti i Lomma kommun. Partiet var representerat i Lomma kommunfullmäktige mellan 1988 och 2006. Partiets ordförande och frontfigur var under denna tid Lanny Göransson.

## Valresultat
| År   | Röster | Procent | Mandat |
| ---- | ------ | ------- | ------ |
| 1988 | 381    | 3,4 %   | 2 / 45 |
| 1991 | 559    | 4,8 %   | 2 / 45 |
| 1994 | 475    | 4,0 %   | 2 / 45 |
| 1998 | 557    | 4,84 %  | 2 / 45 |
| 2002 | 246    | 2,07 %  | 1 / 45 |
| 2006 | 78     | 0,61 %  | 0 / 45 |